# Шуминский, Сергей Лукьянович
Серге́й Лукья́нович Шуми́нский (1911—1998) — управляющий трестом «Липецкстрой» (до 1971 года), заслуженный строитель РСФСР, организатор строительного комплекса в Липецке и области, Почётный гражданин Липецка.

Улица Шуминского

## Биография
Сергей Шуминский родился 5 апреля 1911 года в селе Карашино Корсуньского района Киевской области. Трудовую деятельность начал в 1925 году рабочим по ремонту юго-западной железной дороги города Краматорска Донецкой области. Два года спустя поступил в строительный техникум, и, как оказалось, на всю жизнь связал свою судьбу со строительной отраслью, работая впоследствии по специальности на различных стройплощадках страны. С. Л. Шуминский руководил строительством жилищно-гражданских и промышленных объектов в Кривом Роге и Енакиево. За самоотверженный труд на строительстве города Комсомольска-на-Амуре Шуминский был награждён знаком почетного строителя этого города.
В 1952 году Шуминский окончил Промышленную Академию в Москве и был направлен в Липецк. Здесь его назначают управляющим трестом «Липецкстрой». На момент образования Липецкой области в 1954 году это была единственная в городе строительно-монтажная организация, на долю которой приходился практически весь объем промышленного и жилищного строительства в Липецке.
С 1961 по 1964 годы Шуминский возглавлял управление строительства липецкого Совнархоза, был начальником комплекса строительства аглофабрики НЛМК. После упразднения Совнархозов вернулся в трест «Липецкстрой», где работал вплоть до ухода на пенсию в 1971 году.
Под руководством С. Л. Шуминского трест «Липецкстрой» стал настоящей школой передового опыта организации строительства крупнейших промышленных комплексов. Отсюда вышло немало опытных хозяйственных руководителей и инженерно-технических работников. При непосредственном участии Шуминского в областном центре был создан целый ряд строительных трестов — «Жилстрой», «Спецстрой», «Железобетон» и «Липецкстройтранс». Именно они и, в первую очередь, головное предприятие, которым руководил Шуминский, обеспечили высокие темпы строительства Липецка.
По отзывам и воспоминаниям хорошо знавших его людей, где бы ни трудился Шуминский, его отличали огромная трудоспособность, принципиальность, требовательность, целеустремленность и ответственность за порученное дело. Заслуги Сергея Лукьяновича отмечены орденом Ленина, тремя орденами Трудового Красного Знамени и многими медалями. Ему было присвоено звание «Заслуженный строитель РСФСР».
За большой личный вклад в развитие строительной индустрии города в декабре 1993 года Шуминский был избран Почетным гражданином города Липецка.
Сергей Лукьянович Шуминский ушел из жизни в 1998 году.

## Награды
- Орден Ленина
- Орден Трудового Красного Знамени — трижды
- Медаль «За трудовую доблесть»
- Заслуженный строитель РСФСР

## Память
- 20 апреля 1999 года имя Шуминского присвоено новой улице в 27-м микрорайоне города Липецка.
- В 2012 году у треста «Липецкстрой» (улица 9 Мая, 14) Шуминскому установлен памятник.